# Vliegveld Værøy
Vliegveld Værøy (Noors: Værøy flyplass) (IATA: VRY, ICAO: ENVY) is een gesloten vliegveld op het eiland Værøy in Lofoten. 
Het vliegveld werd geopend in 1986. Het was een van de nieuwere regionale vliegvelden en werd gelijk geopend met Røst. Het werd bediend door Widerøe. Na een ongeluk op 12 april 1990 werd het vliegveld gesloten. Bij dat ongeluk stortte een Twin Otter direct na de start in zee, waarbij alle vijf inzittenden omkwamen. Na het ongeluk was de conclusie dat het vliegveld niet aan het gewenste veiligheidsniveau kon voldoen.
De landingsbaan wordt nog wel gebruikt door sportvliegers, hetgeen oogluikend wordt toegestaan. De verbinding met Bodø wordt sinds 1993 onderhouden door helikopters die gebruik maken van de helihaven.